# Outkast
Outkast (đôi khi được viết là OutKast) là bộ đôi nhạc hip-hop được thành lập vào năm 1992 tại Atlanta, Georgia bao gồm André "3000" Benjamin (hay Dré) và Antwan "Big Boi" Patton. Ban nhạc có thành công lớn kể từ cuối thập niên 1990, góp phần phổ biến phong cách Southern hip-hop thông qua những giai điệu cuốn hút, ca từ sâu sắc và chủ đề tích cực, pha trộn với nhiều phong cách âm nhạc khác như funk, psychedelia, jazz và techno.
Benjamin và Patton gặp nhau khi còn là học sinh tại trường trung học Tri-Cities. Họ ra mắt album đầu tay Southernplayalisticadillacmuzik (1994) với đĩa đơn thành công "Player's Ball". Họ tiếp tục phát hành ATLiens (1996) và Aquemini (1998) trải nghiệm những dòng nhạc khác nhau. Outkast nhận được sự quan tâm nhiều hơn với thành công của album Stankonia (2000), bao gồm các đĩa đơn "Ms. Jackson" và "B.O.B.", trong đó "Ms. Jackson" là đĩa đơn quán quân đầu tiên của họ tại Billboard Hot 100. Album tiếp theo Speakerboxxx/The Love Below (2003) là album duy nhất của họ đạt vị trí quán quân tại Billboard 200 với hai đĩa đơn quán quân nổi tiếng "Hey Ya!" và "The Way You Move", giành Giải Grammy cho Album của năm và nhận liên tiếp các chứng chỉ Vàng và Kim cương.
Năm 2006, Outkast thực hiện bộ phim ca nhạc Idlewild và phát hành album nhạc phim cùng tên, cũng là album cuối cùng của ban nhạc, chỉ 3 ngày trước khi bộ phim ra mắt. Hai thành viên tiếp tục thực hiện những dự án solo thành công. Họ tái hợp nhân dịp kỷ niệm 20 năm ngày thành lập và đi lưu diễn hơn 40 liên hoan âm nhạc toàn cầu, trong đó có Coachella Festival vào tháng 4 năm 2014.
Outkast được công nhận rộng rãi là một trong những nghệ sĩ hip-hop vĩ đại nhất mọi thời đại với hơn 20 triệu đĩa đã bán, nhiều album phòng thu xuất sắc cùng 6 Giải Grammy. Tạp chí Rolling Stone xếp Outkast ở vị trí số 7 trong danh sách "20 bộ đôi nghệ sĩ vĩ đại nhất", trong khi Pitchfork và chính Rolling Stone cũng xếp ban nhạc này ở vị trí số 1 trong danh sách những nghệ sĩ hip-hop vĩ đại nhất mọi thời đại.

## Danh sách đĩa nhạc
Album phòng thu
- Southernplayalisticadillacmuzik (1994)
- ATLiens (1996)
- Aquemini (1998)
- Stankonia (2000)
- Speakerboxxx/The Love Below (2003)
- Idlewild (2006)